# Clan Farquharson
Farquharson ist der Name eines schottischen Clans, der aus Aberdeenshire stammt. Der Name stammt von einem Förster des 15. Jahrhunderts namens Farquhar. 

## Geschichte
Der 4. Chief, Donald, konnte Invercauld Castle durch Heirat als Hauptsitz des Clans gewinnen, das heute durch Captain Alwyne Farquharson, 16th Laird of Invercauld, bewohnt wird. Er hat seine Moorjagd (mit den bekannten Raufußhühnern) an die königliche Familie verpachtet, die in den Sommerferien das benachbarte Balmoral Castle bewohnt, dessen Grundbesitz ursprünglich ebenfalls den Farquharsons gehörte; Birkhall, das heute König Charles III. als Sommersitz dient, wurde im 18. Jahrhundert ebenfalls von den Farquharsons erbaut.
Der 5. Chief, Finlay Mor, fiel 1547 als Bannerträger des schottischen Heeres in der Schlacht bei Pinkie Cleugh, in der er den König unterstützt hatte. Der Clan blieb den Stuarts treu und kämpfte auch unter Montrose und Bonnie Dundee und während des Ersten Jakobitenaufstandes 1715 bei Preston für ihre Sache. Nach der Niederschlagung dieser Revolte wurde Braemar Castle, das ursprünglich als Bollwerk gegen den Clan errichtet worden war, von der Krone beschlagnahmt und als Belohnung an den Clan Farquharson übergeben, der das Schloss ab 1748 wieder aufbaute und bis heute besitzt.
Beim Zweiten Jakobitenaufstand 1745 weigerte sich der Chief, die Stuarts zu unterstützen, was dazu führte, dass seine Frau die Farquharsons führte. 
Das Motto des Clans lautet Fide et fortitudine („Durch Treue und Stärke“).

## Bilder

Clan-Abzeichen und Motto
Wappen der Farquharson of Invercauld
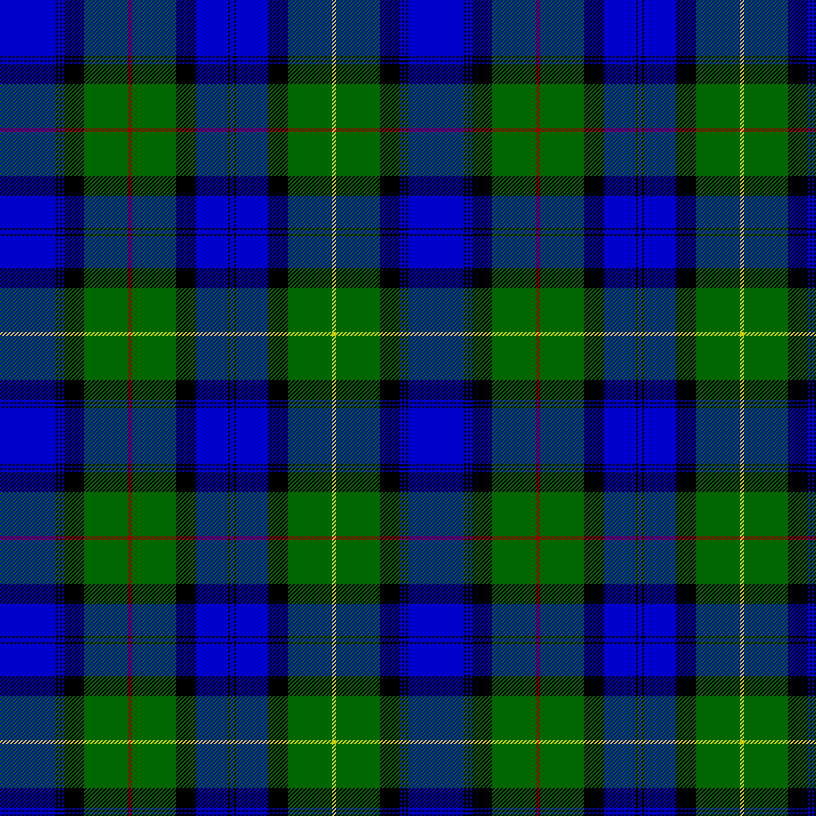
Tartan
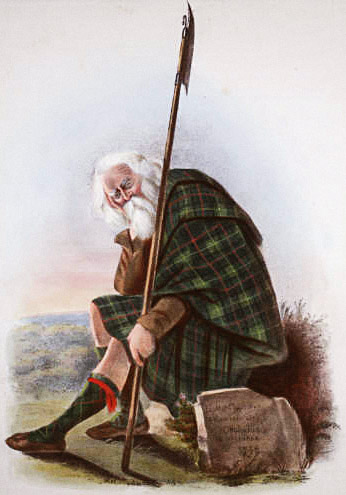
Viktorianische Darstellung eines Clan-Mitglieds
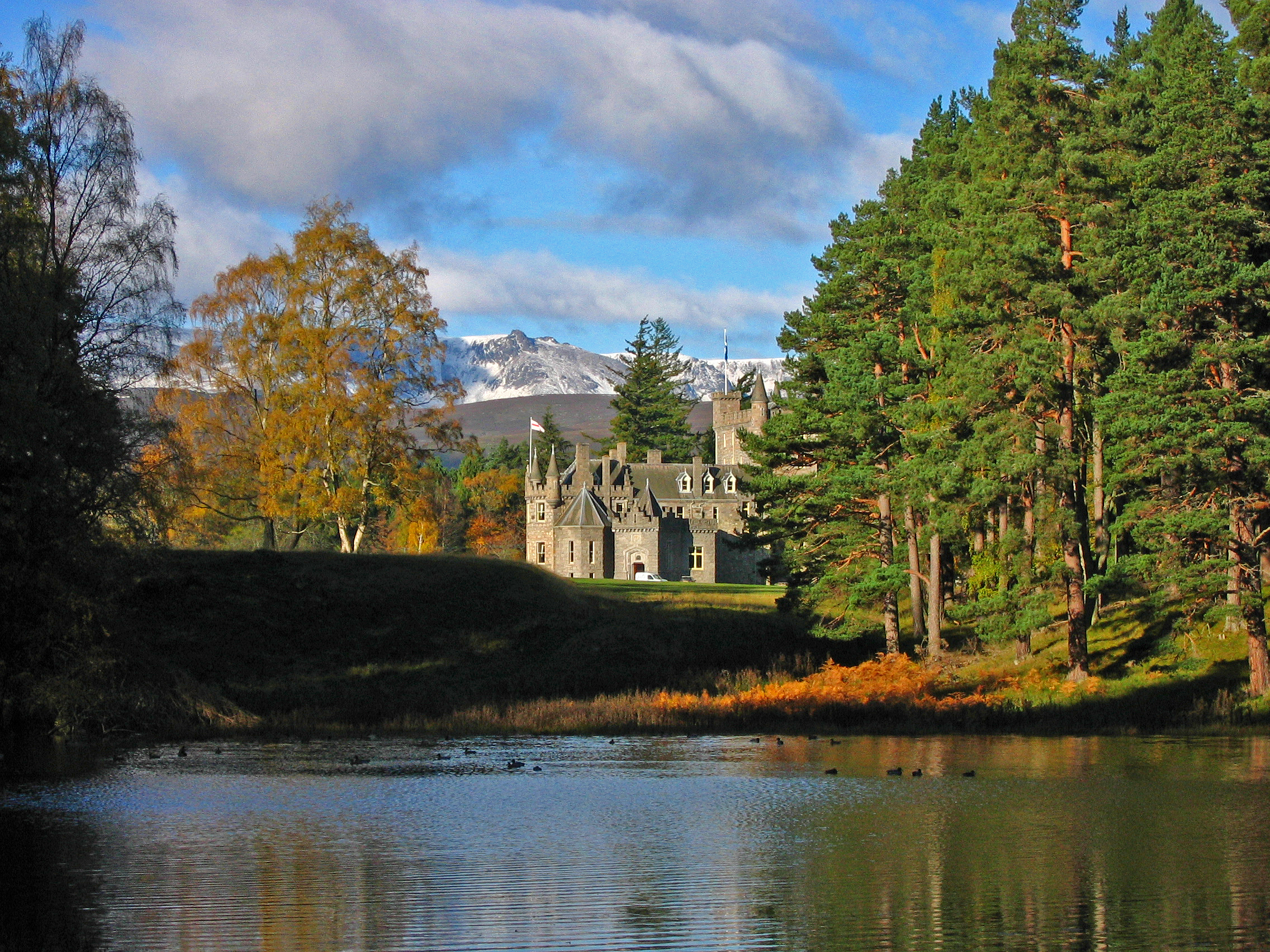
Invercauld Castle
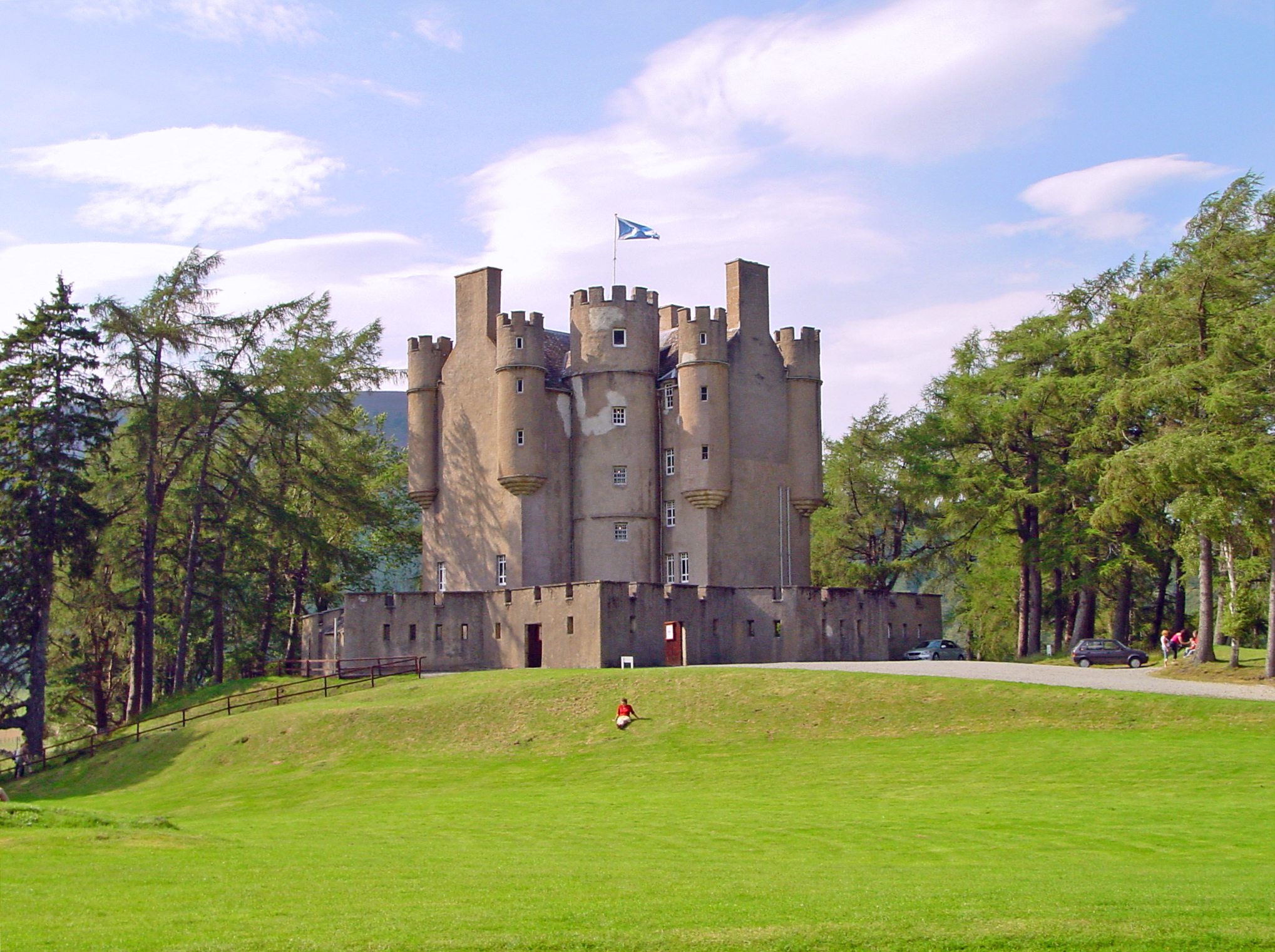
Braemar Castle